# سده ۳۹ (پیش از میلاد)

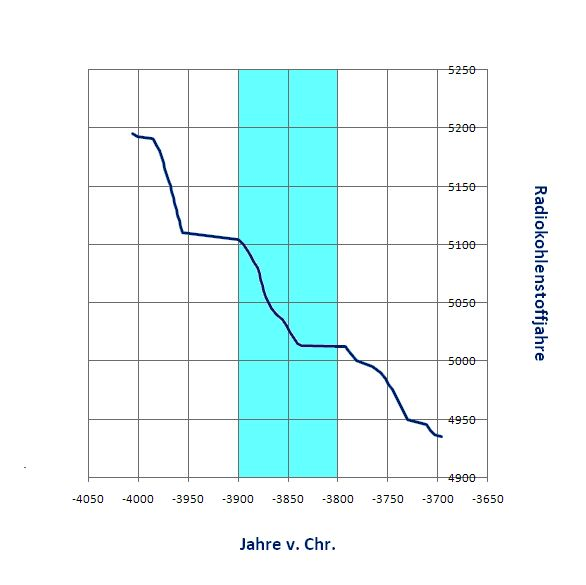
سده سی‌ونهم پیش از میلاد مسیح

(سده چهلم پ.م. - سده سی‌ونهم پیش از میلاد مسیح - سده سی‌وهشتم پ.م. - سده‌های دیگر)
قرن ۳۹ پیش از میلاد، قرنی بود که از سال ۳۹۰۰ پیش از میلاد تا ۳۸۰۱ پیش از میلاد ادامه یافت.

## رخدادها
- ساخت سویت ترک در انگلستان، کهنترین راه شناخته‌شده در جهان

- گاوآهن در حال استفاده.[۱]

## اسطوره‌ها
- ۳۸۹۸ (پیش از میلاد)؛ فروپاشی دولت هوان‌گوک برپایه اسطوره‌های کره